# Sargento
Sargento (abreviado Sgto.) es un grado militar intermedio entre las clases de tropa y la oficialidad, que pertenece, según el país y ejército, a estas mismas clases de tropa o a una escala denominada «suboficiales».
Algunos cuerpos de Policía y fuerzas de seguridad también han adoptado este grado, como cuadros de mando intermedios.
Como grado militar se encuentra por vez primera en los antiguos sargentos mayores de los Tercios Españoles de Infantería.
En la actualidad, las funciones del sargento, como escalón intermedio entre los oficiales y la tropa, suelen consistir en la instrucción, adiestramiento, coordinación y supervisión de los efectivos subordinados a su cargo, tanto en ámbitos instructivos como operativos o técnicos, asumiendo el mando y liderazgo de unidades tipo pelotón hasta sección, siendo además el principal responsable de la disciplina de estos ante sus superiores, y el primer elemento de la cadena de mando ante quien puede el soldado buscar consejo o mostrar inquietudes personales.
En el ámbito de los países que forman parte de la OTAN, al grado de sargento le corresponde el código OR-6 según la norma STANAG 2116 que estandariza los grados del personal militar.

## Origen de la palabra
La palabra sargento (ant: sargente), que se tomó del francés sergent (ant: serjant), significó primero sirviente (siglo XI), después hombre de armas (infantería) y a partir del siglo XVIII, oficial subalterno. De procedencia latina: servientem (servus), del verbo servire (ser esclavo, estar al servicio de). En el Medioevo se distinguía el 'serf serjant', sirviente al servicio doméstico de un señor, del siervo de la gleba.

## Chile
En el Ejército,  Gendarmería  y  Carabineros, después del grado de cabo 1.º (CB1.º), se asciende al de sargento 2.º (SG2.º), teniendo como misión principal el asesoramiento a la oficialidad en materias técnicas de su especialidad. Luego de 6 años en el grado, se asciende a sargento 1.º (SG1.º), con lo cual se tiene la jerarquía para comandar una sección o pelotón de 30 hombres.
En la Armada, el cabo 1.º (CB1.º) con al menos seis años en el grado asciende a sargento 2.º (SG2.º) y su permanencia mínima en el grado es de cinco años. Durante el período debe desempeñarse en funciones de especialidad, mando y administración intermedia. El sargento 2.º con al menos cinco años en el grado asciende a sargento 1.º (SG1.º) y su permanencia mínima en el grado es de cinco años. Entre el año y medio en el grado y la mitad de su tercer año, es destinado a efectuar el Curso Técnico Administrativo. El resto del tiempo debe cumplir funciones de su especialidad o en puestos administrativos o asesorativos en Direcciones Técnicas y a bordo.
| Rango      | Ejército de Chile | Armada de Chile | Fuerza Aérea de Chile | Carabineros de Chile | Gendarmería de Chile |  |
| ---------- | ----------------- | --------------- | --------------------- | -------------------- | -------------------- |  |
| Suboficial | Sargento 1°       | Sargento 1°     | Sargento 1°           | Sargento 1°          | Sargento 1°          |  |
|            | Sargento 2°       | Sargento 2°     | Sargento 2°           | Sargento 2°          | Sargento 2°          |  |

## Colombia

Insignia de SS Sargento Segundo Ejército de Colombia.

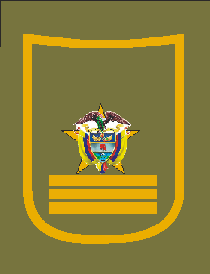
Insignia de IT Intendente de la Policía Nacional.

En la Fuerza Pública (Ejército,  Armada, Fuerza Aérea y Policía) son los grados que ostentan los suboficiales iniciando desde Sargento Segundo, grado inmediatamente superior al grado de Cabo Primero; en el Nivel Ejecutivo de la Policía Nacional, el grado de Intendente es equivalente o se homologa al de Sargento Segundo.
En las Fuerzas Militares los grados de los sargentos son:
- Sargento mayor de Comando Conjunto
- Sargento mayor de Comando
- Sargento mayor, deben pasar seis años en el cargo, se desempeñan como asesores de comando.
- Sargento primero, deben pasar cinco años en el cargo, se desempeñan como comandantes de pelotón y miembros de la plana mayor de un batallón.
- Sargento viceprimero, deben pasar cinco años en el cargo, se desempeñan como comandantes de pelotón y miembros de la plana mayor de un batallón.
- Sargento segundo, deben pasar cinco años en el cargo, se desempeñan como comandantes de pelotón.[10]

## España
En el Ejército de Tierra, en el Ejército del Aire y en la Armada es el primer empleo dentro de las escalas de suboficiales, obteniéndose tras la superación de un plan de estudios repartido en tres cursos impartidos en distintas academias o escuelas militares. También se usa en la Guardia Civil. En la jerarquía militar se encuentra entre el de cabo mayor y el de sargento primero. Las funciones del sargento varían dependiendo de las órdenes de su oficial, pero normalmente se encargan del adiestramiento y evaluación de la tropa. Así mismo, dirigen operaciones de asalto o defensa en grupos pequeños como es el pelotón, por lo general entre 8-12 miembros, divididos en 2 escuadras de unos 4-6 elementos. Un ejemplo de pelotón genérico es: 1 sargento jefe de pelotón, 2 cabos jefes de sus respectivas escuadras y sus 3 o 4 soldados por dichas escuadras. Hoy en día el trabajo de sargento y sargento 1.º es muy similar por no decir el mismo. Es una vez ascendido a brigada cuando se puede especializar en su rama, que ya tenía siendo sargento, o pasar a realizar tareas administrativas haciendo un curso de adaptación. Su divisa son 3 franjas o líneas amarillas con bordes (ribetes) rojos (Tierra) o verdes (Aire).

Divisa sargento Ejército de Tierra
Divisa sargento Armada
Divisa sargento Infantería de Marina
Divisa sargento Ejército del Aire
Divisa sargento Guardia Civil

## Perú
Es el grado inmediato superior al de cabo de servicio militar en el Ejército y la Fuerza Aérea.

## Venezuela
En Venezuela los Sargentos son el personal profesional de la Fuerza Armada Nacional Bolivariana que se forma por un periodo de 1 año en las escuelas de formación de tropas profesionales, en este país latinoamericano no existen suboficiales desde hace años, ya que estos fueron elevados a la categoría de oficiales técnicos, quedando así la tropa profesional como su reemplazo. Los grados de los sargentos son igualmente denominados en todos los componentes de la FANB, son 7 en total y van desde Sargento Segundo, hasta Sargento Supervisor, se caracterizan por llevar una línea en forma de punta de flecha denominada ''Oblicua'' apuntando hacia abajo.

### Ejército Bolivariano
| Rango                                              | Sargento Segundo | Sargento Primero | Sargento Mayor de 3ra |
| Abreviación                                        | S/2              | S/1              | SM3                   |
| -------------------------------------------------- | ---------------- | ---------------- | --------------------- |
| Parche patriota, capona intercuartel y capona gala |                  |                  |                       |

| Rango                                              | Sargento Mayor de 2da | Sargento Mayor de 1.ª | Sargento Ayudante | Sargento Supervisor |
| Abreviación                                        | SM2                   | SM1                   | SA                | SS                  |
| -------------------------------------------------- | --------------------- | --------------------- | ----------------- | ------------------- |
| Parche patriota, capona intercuartel y capona gala |                       |                       |                   |                     |

### Armada Bolivariana
| Rango                               | Sargento Segundo | Sargento Primero | Sargento Mayor de 3ra |
| Abreviación                         | S/2              | S/1              | SM3                   |
| ----------------------------------- | ---------------- | ---------------- | --------------------- |
| Parche patriota, Bocamanga y Capona |                  |                  |                       |

| Rango                               | Sargento Mayor de 2da | Sargento Mayor de 1.ª | Sargento Ayudante | Sargento Supervisor |
| Abreviación                         | SM2                   | SM1                   | SA                | SS                  |
| ----------------------------------- | --------------------- | --------------------- | ----------------- | ------------------- |
| Parche patriota, Bocamanga y Capona |                       |                       |                   |                     |

### Aviación Militar Bolivariana
| Rango                                              | Sargento Segundo | Sargento Primero | Sargento Mayor de 3ra |
| Abreviación                                        | S/2              | S/1              | SM3                   |
| -------------------------------------------------- | ---------------- | ---------------- | --------------------- |
| Parche patriota, capona intercuartel y capona gala |                  |                  |                       |

| Rango                                              | Sargento Mayor de 2da | Sargento Mayor de 1.ª | Sargento Ayudante | Sargento Supervisor |
| Abreviación                                        | SM2                   | SM1                   | SA                | SS                  |
| -------------------------------------------------- | --------------------- | --------------------- | ----------------- | ------------------- |
| Parche patriota, capona intercuartel y capona gala |                       |                       |                   |                     |

### Guardia Nacional Bolivariana
| Rango                                              | Sargento Segundo | Sargento Primero | Sargento Mayor de 3ra |
| Abreviación                                        | S/2              | S/1              | SM3                   |
| -------------------------------------------------- | ---------------- | ---------------- | --------------------- |
| Parche patriota, capona intercuartel y capona gala |                  |                  |                       |

| Rango                                              | Sargento Mayor de 2da | Sargento Mayor de 1.ª | Sargento Ayudante | Sargento Supervisor |
| Abreviación                                        | SM2                   | SM1                   | SA                | SS                  |
| -------------------------------------------------- | --------------------- | --------------------- | ----------------- | ------------------- |
| Parche patriota, capona intercuartel y capona gala |                       |                       |                   |                     |

### Milicia Nacional Bolivariana
| Rango                                          | Sargento Segundo | Sargento Primero | Sargento Mayor de 3ra |
| Abreviación                                    | S/2              | S/1              | SM3                   |
| ---------------------------------------------- | ---------------- | ---------------- | --------------------- |
| Parche Patriota (caqui) y Zamorano (camuflado) |                  |                  |                       |

| Rango                                          | Sargento Mayor de 2.ª | Sargento Mayor de 1.ª | Sargento Ayudante | Sargento Supervisor |
| Abreviación                                    | SM2                   | SM1                   | SA                | SS                  |
| ---------------------------------------------- | --------------------- | --------------------- | ----------------- | ------------------- |
| Parche Patriota (caqui) y Zamorano (camuflado) |                       |                       |                   |                     |

## En países no hispanófonos

### Australia
Sargento (Sergeant) es un rango tanto en el ejército australiano como en la Real Fuerza Aérea Australiana. Los rangos son equivalentes entre sí y con el rango de suboficial de la Marina Real Australiana.
Aunque la insignia de rango del rango de sargento de vuelo de la RAAF (Flt Sgt) y el rango de sargento de personal (SSgt) del ejército australiano son idénticos, el sargento de vuelo de hecho supera al rango de sargento de personal en la clasificación de equivalencias de rango. El rango de sargento del ejército australiano ahora es redundante y ya no se otorga, debido a que está fuera de las equivalencias de rango y el siguiente rango promocional es el de suboficial clase dos. Los suboficiales principales y los sargentos de vuelo no están obligados a llamar "señor" a un suboficial de clase dos de acuerdo con las Regulaciones de las Fuerzas de Defensa Australianas de 1952 (Reglamento 8).

### Canadá
En el ejército y la Fuerza Aérea un Sargento sergeant (francés: sargent) es un rango de suboficial del Ejército o de la Fuerza Aérea de las Fuerzas Armadas Canadienses. Su equivalente naval es el suboficial de segunda clase (francés: maître de 2e classe). Es superior al nombramiento de cabo capitán y su equivalente naval, capitán marinero, y menor que suboficial y su equivalente naval, suboficial de primera clase. Los sargentos y suboficiales de segunda clase son los únicos suboficiales superiores de las Fuerzas Armadas canadienses, ya que los WO, MWO y CWO son suboficiales, no suboficiales superiores de acuerdo con las Regulaciones y Órdenes de Queens. Tomo 1, Artículo 102 “Definiciones”.

### Europa

#### Dinamarca
En la Defensa Danesa, los sargentos suelen ser comandantes de escuadrón (de 6 a 12 soldados) o de sección. Los sargentos de las fuerzas danesas también actúan como sargentos de instrucción e instructores de pelotón, entrenando tanto a nuevos soldados en entrenamiento básico como a soldados profesionales. Los sargentos con 1 o 2 años en el rango, que se encuentran en unidades de entrenamiento básico, suelen ser el segundo al mando del pelotón.
En las unidades profesionales, el papel de segundo al mando en el pelotón a veces se asigna a un sargento con mucha experiencia, pero en la mayoría de los casos será un sargento mayor (danés: Oversergent), el rango superior al de sargento.
Los sargentos del ejército danés son instructores en ejercicios militares, armas, técnicas de campaña, tácticas de unidades pequeñas y entrenamiento físico.

#### Francia
En el Ejército francés los rangos de sargento francés son utilizados por la fuerza aérea, los ingenieros, la infantería, la Legión Extranjera, las Troupes de marine, las comunicaciones, el servicio administrativo y la Gendarmería móvil. Otras ramas del ejército y la gendarmería utilizan los rangos equivalentes de maréchal des logis ("mariscal de alojamientos" en inglés) en lugar de rangos de sargento.
Había tres rangos de sargento en Francia, aunque el más joven, el de sargento contratado, ha sido reemplazado por el de suboficial estudiantil ahora que se suspendió el servicio militar obligatorio. Cuando el ejército contenía una gran proporción de reclutas, el sargento contratado era muy común como rango para los reclutas considerados con potencial de liderazgo. En general, el término sargento se utilizó tanto para el sargento contratado como para el sargento de carrera. El sargento contratado se clasificó como el rango más bajo de suboficial [a], siendo el rango inferior el de cabo jefe.

## Historia
A lo largo de la historia han existido varios empleos de Sargento:
- Sargento general de batalla: empleo de la milicia antigua, que equivalía a teniente general y era el inmediato subalterno del maestre de campo general, cuyas funciones corresponden a las que ejecutan los jefes de estado mayor.
- Sargento mayor: oficial encargado de la instrucción militar y disciplina de un regimiento, del que era jefe superior a los capitanes: ejercía las funciones de fiscal e intervenía en todos los ramos económicos y distribución de caudales. Este empleo se suprimió en la milicia española.
- Sargento mayor de brigada: anteriormente lo era el más antiguo de los cuerpos que la componían, tomaba las órdenes del mayor general del ejército, las participaba al brigadier y con las de este las distribuía a los otros sargentos mayores.
- Sargento mayor de la plaza: mayor de plaza.
- Sargento mayor de provincia: empleo que solo ha existido en América y mandaba en la parte militar después del gobernador y teniente del rey.
- Sargento noble: en la milicia antigua feudal el sargento noble era una persona que disfrutaba nobleza y tierras a las que estaba adicto este encargo: su obligación era reunir los vasallos al publicarse el bando o llamamiento de su señor y presentarlos al mismo, si tomaba el mando o a su ayudante o encargado de reunir la fuerza armada de sus estados bajo su bandera.[11]